# نرگس حسینی
نرگس حسینی (زادهٔ ۱۳۶۵) فعال مدنی و حقوق زنان اهل کاشان است که به عنوان دومین دختر انقلاب شناخته می‌شود. پس از حرکت نمادین ویدا موحد در اعتراض به حجاب اجباری، او دومین فردی بود که به صورتی مشابه با برداشتن حجاب خود در ۹ بهمن ۱۳۹۶ در خیابان انقلاب اسلامی، به اعتراض به حجاب اجباری پرداخت.

## بازداشت اول
نرگس حسینی، در همان روز اعتراض یعنی ۹ بهمن ۱۳۹۶ بازداشت و پس از صدور قرار وثیقه ۵۰۰ میلیون تومانی به زندان قرچک ورامین منتقل شد. دادسرای فرهنگ و رسانه نرگس حسینی را به عدم رعایت حجاب شرعی، تظاهر به عمل حرام و تشویق به فساد متهم کرد. او به اتهام «تشویق مردم به فساد از طریق کشف حجاب»، به ۲۴ ماه حبس تعزیری محکوم و پس از ۲۰ روز بازداشت، سرانجام در ۲۹ بهمن ۱۳۹۷ با قرار وثیقه ۶۰ میلیون تومانی آزاد شد.

## بازداشت دوم
همزمان با خیزش ۱۴۰۱ ایران، نرگس حسینی در روز اول مهر ۱۴۰۱ در کاشان بازداشت. روز ۱۰ آبان ۱۴۰۱، فهیمه حسینی خواهر او، در توییتی نوشت که نرگس حسینی در زندان کاشان دچار سوختگی عمیق در هر دو پا شده اما مسئولان زندان با اعزام او به بیمارستان برای دریافت کمک‌های پزشکی مخالفت کرده‌اند.